# دندان مصنوعی
دندان مصنوعی یا پروتز کامل، یک اندام مصنوعی است.

## دندان مصنوعی ثابت
برساختهٔ ثابت به پروتزی گفته می‌شود که بر روی دندان یا دندان‌های پایه -که قبلاً برای این کار تراش خورده‌اند- سمان شده و ثابت می‌گردد. برساختهٔ کامل در فرد کاملاً بی‌دندان استفاده می‌شود، و به «دست دندان» مشهور است. برساختهٔ پارسیل در بیمارانی کاربرد دارد که در حد میانهٔ برساختهٔ ثابت و کامل قرار دارند؛ یعنی بی‌دندان نیستند ولی به عللی همچون وسعت یا تعدد نواحی بی‌دندانی یا عوامل اقتصادی یا سایر علل امکان دریافت درمان برساختهٔ ثابت را نیز ندارند. این نوع برساختهٔ چارچوبی فلزی دارد که با زوائدی نیروهای جونده را میان دندان‌ها و نیز لثه پخش می‌کنند.

## عوارض استفاده از برسازهٔ کامل دندان

### اثرات مستقیم پروتز کامل
1. دنچر استوماتیت
2. هیپرپلازی ناشی از تحریک دنچر
3. زدگی زخم تروماتیک
4. سرطان دهان در استفاده‌کنندگان دنچر
5. تغییر در حس چشایی
6. سندرم سوزش دهان
7. تهوع
8. تحلیل ریج باقیمانده

### اثرات غیر مستقیم استفاده از دنچر
1. آتروفی عضلات جونده
2. سوء تغذیه

## علت تهوع در هنگام استفاده از برسازی کامل دندان

### علل تهوع همراه با دنچر جدید
1. بلند بودن لبه‌های پروتز خصوصاً در خلف پروتز فک بالا و دیستولینگوال فک پایین
2. لقی پروتز فک بالا
3. تماس پیش رس و ممانعت از تطابق خوب پروتز با انساج دهان
4. ارتفاع عمودی زیاد پروتز

### علل تهوع در دنچرهای قدیمی
1. بیماری معدی-روده‌ای
2. آدنوئید یا التهاب در راه‌های تنفسی فوقانی
3. مصرف الکل و سیگار